# Vladislav Kovalev
Vladislav Vladimirovich Kovalev (tiếng Nga: Владислав Владимирович Ковалёв; sinh 6 tháng 1 năm 1994) là một đại kiện tướng cờ vua người Belarus. Anh là nhà vô địch giải cờ vua Aeroflot năm 2018 và vô địch Belarus năm 2016.

## Sự nghiệp cờ vua

### Thời gian đầu
Kovalev từng vô địch các giải trẻ Belarus ở các lứa tuổi khác nhau, trong đó có 3 lần vô địch lứa tuổi U20 (2009, 2011, 2012). Anh cũng giành hai huy chương tại các Giải vô địch cờ vua trẻ châu Âu: huy chương bạc hạng tuổi không quá 14 (U14) năm 2008 và huy chương đồng U16 năm 2010.

### Cá nhân
Tham dự các vòng chung kết Giải vô địch cờ vua Belarus, Kovalev từng ba lần giành huy chương: huy chương bạc năm 2013, huy chương đồng năm 2012 và cao nhất là ngôi vô địch năm 2016.
Năm 2013, tại Viljandi Kovalev đồng hạng nhất tại Giải tưởng niệm Ilmar Raud. Năm 2017, anh vô địch giải mở rộng Liepājas Rokāde ở Latvia.
Tại giải Aeroflot, năm 2017 Kovalev đồng điểm hạng nhì (hạng ba sau khi xét hệ số phụ). Năm 2018 anh đạt thành tích cao nhất trong sự nghiệp khi giành ngôi vô địch với 7/9 điểm (+5 =4), đồng thời có suất tham dự giải Dortmund cùng năm.

### Đồng đội
Vladislav Kovalev đã 3 lần khoác áo Belarus tham dự Olympiad cờ vua: 
- 2012, bàn dự bị, đạt 2,5/5 điểm (+1, =3, –1)
- 2014, bàn 4, đạt 5/8 điểm (+3, =4, –1)
- 2016, bàn 2, đạt 5/8 điểm (+3, =4, –1).

Vladislav Kovalev cũng một lần khoác áo Belarus dự giải đồng đội châu Âu:
- 2013, bàn 3, đạt 3/8 điểm (+2, =2, -4).